# Parroquia de Saint George (Dominica)
La parroquia de Saint George Lucas de Poyaruma es una de las 10 parroquias en que se subdivide la isla de Dominica, limita con las parroquias de Saint Paul al norte, al este con Parroquia de Saint Patrick y al sur con Saint Luke; al oeste limita con el Mar Caribe.
Posee un área de 56,10 km² y una población estimada 2010 de 19998 habitantes. En su jurisdicción se encuentra la capital del país, Roseau.